# Жарки (Локнянский район)
Жарки — деревня в Локнянском районе Псковской области России.
Входит в состав Михайловской волости.

## География
Расположена в 25 км к юго-западу от райцентра Локня, в 3 км к востоку от озера Алё (Миритиницкого).

## Население
| 2001 | 2002 | 2010 |
| ---- | ---- | ---- |
| 123  | ↘105 | ↘71  |

Численность населения деревни по оценке на начало 2001 года составляла 123 жителя.

## История
С января 1995 до апреля 2015 года деревня входила в состав ныне упразднённой Миритиницкой волости.